# アルテンブルク
アルテンブルク（Altenburg）は、ドイツ・テューリンゲン州の都市。アルテンブルガー・ラント郡に属し、その郡庁所在地である。ライプツィヒ、ゲーラ、ツヴィカウ、ケムニッツから各30～40kmほどの所にある。

## 歴史
古くは西スラヴ人が支配し城を築いたが、東フランク王ハインリヒ1世の征服以来ドイツの領域となった。1602年から1672年までザクセン＝アルテンブルク公国の首都であった。その後合併によりザクセン＝ゴータ＝アルテンブルク公国（首都はゴータ）となったが、1826年に再度ザクセン＝アルテンブルク公国が分離し、1918年のドイツ革命までその首都であった。

## 姉妹都市
- オッフェンブルク、ドイツ
- オルテン、スイス
- ズリーン、チェコ

## 出身者
- ゲオルク・フォン・デア・ガーベレンツ: 言語学者